# Lago Boock
El lago Boock (en alemán: Boocksee) es un lago situado en el distrito de Rostock, en el estado de Mecklemburgo-Pomerania Occidental (Alemania), a una altitud de 24 metros; tiene un área de 7.3 hectáreas.